# Basilika Mariä Himmelfahrt (Ľutina)

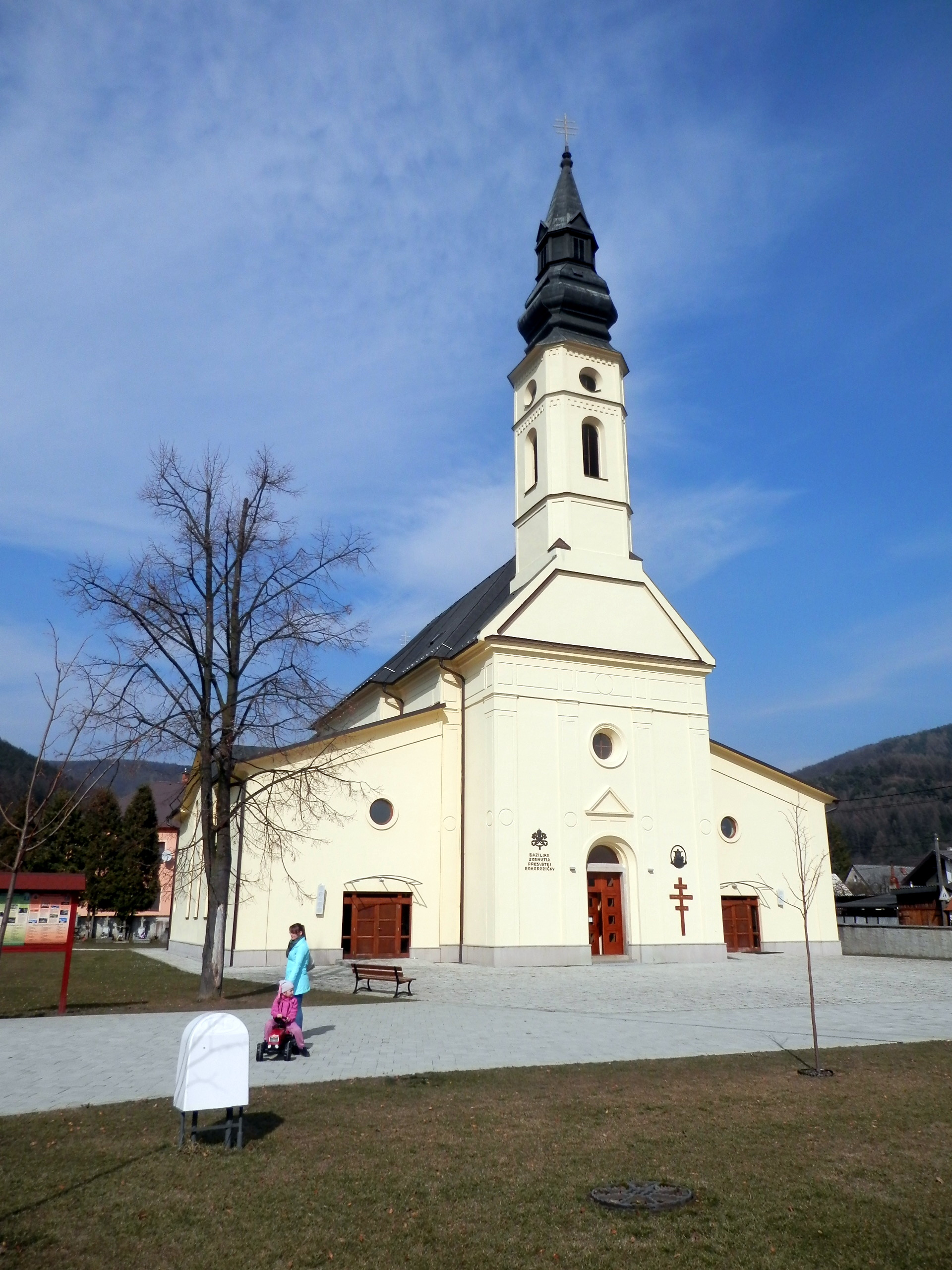
Außenansicht der Basilika

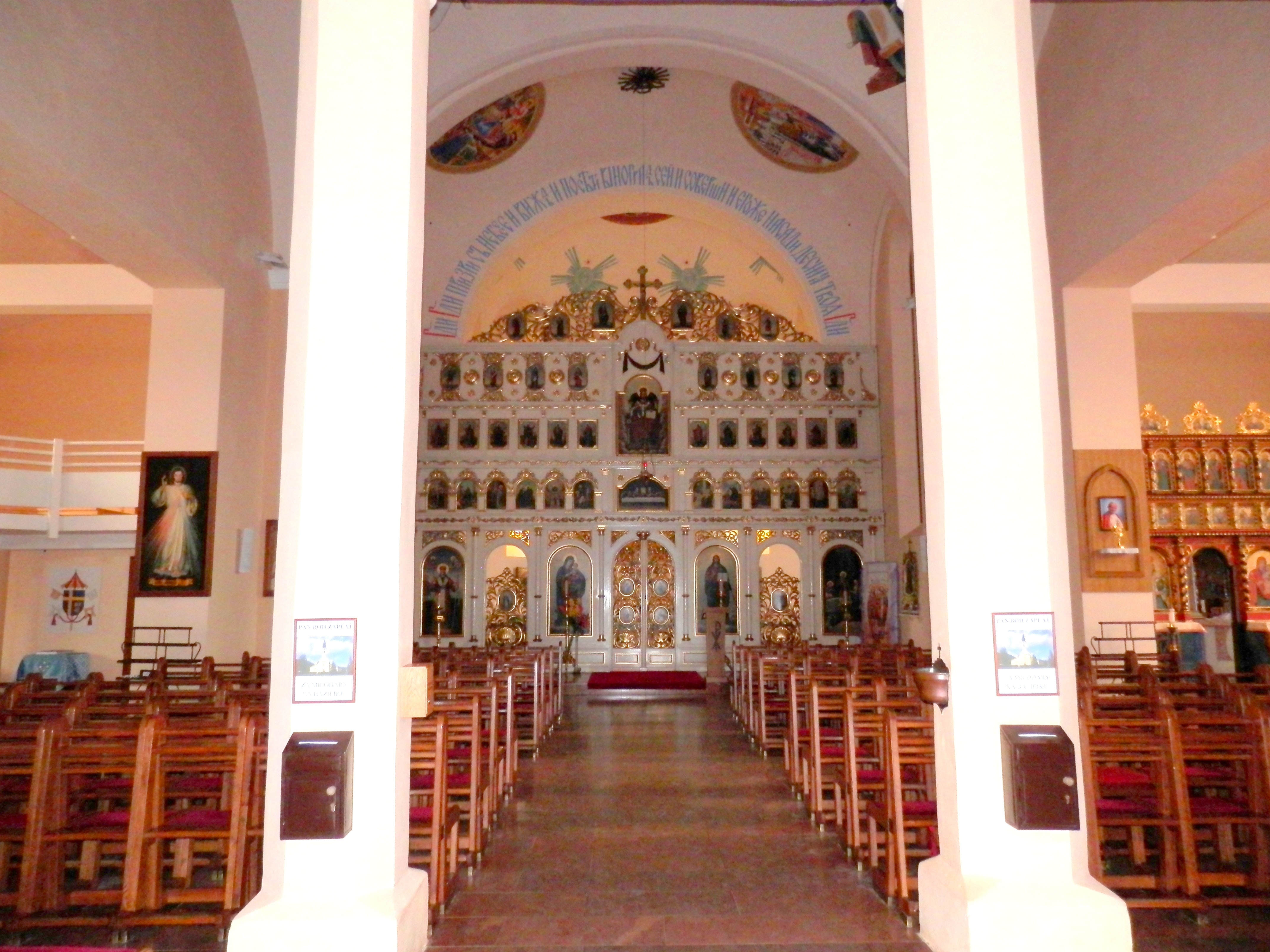
Innenraum der Kirche

Die Basilika Mariä Himmelfahrt in Ľutina ist die älteste griechisch-katholische Basilika in der Slowakei. Die Wallfahrtskirche der Erzeparchie Prešov führt das Patrozinium Mariä Himmelfahrt. Seit 1963 ist sie ein Nationales Kulturdenkmal der Slowakei.

## Geschichte
Die Basilika geht auf eine Erscheinung des hl. Nikolaus von Myra im Jahr 1851 zurück, bei der er eine Marienikone übergeben haben soll. Danach entwickelte sich Ľutina zum größten Wallfahrtsort der griechisch-katholischen Kirche in der Slowakei. Nach einer hölzernen Kirche wurde 1896 mit dem Bau der heutigen Kirche begonnen, die 1908 fertiggestellt und geweiht wurde. Nach der Wiedererrichtung der griechisch-katholischen Kirche im Jahr 1968 stieg die Anzahl der Pilger von Jahr zu Jahr. Zwischen 1981 und 1984 wurde eine umfassende Restaurierung der Kirche durchgeführt. Am Ende des Marienjahres 1988 verkündete der Ordinarius und spätere Bischof Ján Hirka die Erhebung der Kirche in den Rang einer Basilica minor durch Papst Johannes Paul II.
Die Hauptpilgerfahrt findet anlässlich des Festes Mariä Himmelfahrt am 15. August statt.